# Казамасима
Казама̀сима (на италиански: Casamassima, на местен диалект Casamàsseme, Казамасеме) е град и община в Южна Италия, провинция Бари, регион Пулия. Разположен е на 223 m надморска височина. Населението на общината е 19 536 души (към 2013 г.).